# The Simpsons (sæson 20)
Den tyvende sæson af tv-serien The Simpsons blev først gang sendt i 2008 og 2009.

## Afsnit

### Sex, Pies and Idiot Scrapes
Efter at have tilbragt en nat i fængsel, beslutter Homer at melde sig ind en i 'dusør jagt forretning', med hjælp fra Ned Flanders. Marge begynder at arbejde i et bageri – uvidende om, at det er en "erotic cakes"-butik.

### Lost Verizon
Bart finder en mobiltelefon som tilhører Denis Leary og begynder at lave telefonfis under hans navn, og da Marge sladrer om Bart til Leary, beder han hende om at tænde for telefonens GPS-tracker, så hun kan finde Bart, men Bart finder ud af det, og beslutter at sende ham på en bekkasin jagt.

### Double, Double, Boy in Trouble
Bart møder Simon Woosterfield, en dreng som ligner Bart på en prik, og er et medlem af Springfields rigeste familie. Som en drengestreg vælger de to at bytte pladser, men det ender med at gå ud over Bart, da han finder ud af, at Simons søskende vil dræbe ham.

### Treehouse of Horror XIX
Tekst mangler, hjælp os med at skrive teksten